# باب جونز (بازیکن فوتبال، زاده ۱۹۰۲)
باب جونز (انگلیسی: Bob Jones; ۹ ژانویهٔ ۱۹۰۲ – ژانویه ۱۹۸۹ (۸۶−۸۷ سال)) بازیکن فوتبال بود.
از باشگاه‌هایی که در آن بازی کرده‌است می‌توان به باشگاه فوتبال اورتون اشاره کرد.